# Вја Виларела (Казерта)
Вја Виларела је насеље у Италији у округу Казерта, региону Кампанија.
Према процени из 2011. у насељу је живело 343 становника. Насеље се налази на надморској висини од 33 м.